# Fado majeur et mineur
Pour plus de détails, voir Fiche technique et Distribution.
Fado majeur et mineur est un film franco-portugais réalisé par Raoul Ruiz et sorti en 1995.

## Synopsis
Un couple d'amoureux se donne rendez-vous devant la mer. Plus loin, un homme rend hommage à une statue, et c'est l'occasion pour l'amoureux de l'inviter à déjeuner. Au programme de leur échange, tout ce que leurs sentiments de cœur leur ont suggéré d'anecdotes et de sensations, comme si les souvenirs étaient des rêves remobilisables. Sensualité, sacrifices, violence, vengeance, confession, mystères, étreinte, envie de se pendre sont ainsi les principaux flashages persistants. Il a de quoi retourner à la mer pour s'y baigner.

## Fiche technique
- Titre : Fado majeur et mineur
- Réalisation : Raoul Ruiz
- Scénario : Raoul Ruiz
- Photographie : Jean-Yves Coic
- Décors : Georges Le Calvé
- Costumes : Sophie d'Orey
- Son : Gita Cerveira
- Montage : Denise de Casabianca
- Production : Gémini Films - Madragoa Filmes
- Pays de production :  France,  Portugal
- Durée : 115 minutes
- Date de sortie : 
  - France : 29 mars 1995

## Distribution
- Jean-Luc Bideau
- Melvil Poupaud
- Ana Padrão
- Jean-Yves Gautier
- Arielle Dombasle
- Bulle Ogier
- Margarida Marinho